# Asuka (razdoblje)
Asuka (japanski 飛鳥時代, Asuka jidai) je razdoblje povijesti Japana koje je trajalo od 538. do 710.; po nekim drugim autorima trajalo je od 592. do 645. godine. Može se smatrati da se početak ovog razdoblja preklapa sa svršetkom razdoblja Kofuna. Politička struktura Yamatoa se je velikim dijelom razvila tijekom Asuke. 
Razdoblje je dobilo ime prema kraju Asuci koje se nalazi oko 25 km južno od današnjeg grada Nare.
Ovo je razdoblje značajno jer je Japan promijenio osobno ime iz Wa (倭) u Nihon (日本).
U Asuki Japan je od Kineza usvojio od kineza zakonski i upravni sustav Ritsuryō, dio kojeg je bio upravni sustav Gokishichidō.
Tijekom ovog razdoblja, u 5. stoljeću Japan je primio kinesko pismo, a u 6. stoljeću stigao je budizam, koji je osobito ojačao za vrijeme carice Suio-ko (593. – 628.). Iz Sjevernog Weija preko korejskog kraljevstva Baekjea (v. Tri kraljevstva Koreje) Japan je upoznao kineski sustav pisanja, budizam i ostale tekovine kineske kulture, čime nastaje pisana japanska povijest. Nakon razdoblja Hakuhōa, koje je uslijedilo nakon reforma iz Taike, jačaju utjecaji dinastija Sui i Tang.
Asuka se dijeli na razdoblja: Taiku (645. – 650.), Hakuchi (650. – 654.) (neslužbeno slijedi Hakuhō 673. – 686.), Shuchō (686. – 686.), Taihō (701. – 704.), Keiun (704. – 708.) i Wadō (708. – 715.).